# Thyretes flavipunctata
Thyretes flavipunctata är en fjärilsart som beskrevs av George Thomas Bethune-Baker 1911. Thyretes flavipunctata ingår i släktet Thyretes och familjen björnspinnare. Inga underarter finns listade i Catalogue of Life.